# Kaluža
Kaluža este o comună slovacă, aflată în districtul Michalovce din regiunea Košice. Localitatea se află la altitudinea de 120 m deasupra n.m., se întinde pe o suprafață de 9,89 km2 și în 2017 număra 395 de locuitori.
Localitatea este înfrățită cu Cieszanów.

## Istoric
Localitatea Kaluža este atestată documentar din 1336.

## Demografie
| An:                | 1994 | 2004   | 2014   | 2024    |
| ------------------ | ---- | ------ | ------ | ------- |
| Număr de persoane: | 343  | 375    | 394    | 481     |
| Diferență:         |      | +9,32% | +5,06% | +22,08% |

| An:                | 2023 | 2024   |
| ------------------ | ---- | ------ |
| Număr de persoane: | 472  | 481    |
| Diferență:         |      | +1,90% |